# 機密行動：我們的辭典
是一部2019年上映的韓國劇情片，為《我只是個計程車司機》編劇嚴侑娜首部自編自導的作品，由柳海真、尹啟相主演。影片講述在1940年的日治時期，由於殖民政府推行皇民化運動，禁止使用韓語，為了延續民族文化，由朝鮮語協會代表柳政煥（尹啟相飾）為首所帶領的團隊在全國各處奔走、秘密收集朝鮮語與各地方言發音，集結全韓國有志人士秘密聚集在一起編纂首部辭典的故事。為採集完整的各地方言發音，因緣際會得到文盲金判秀（柳海真飾）的協助，在日本帝國高壓的監視以及時間壓迫下，付出代價完成屬於朝鮮的字典。2019年1月9日在韓國上映。
該片雖是劇情片，卻創下281萬觀影人次的票房佳績，票房累積236億韓圜（約合新台幣6億7千萬元），躋身2019年韓國最賣座電影的第六名。

## 演員陣容

### 主要人物
- 柳海真 飾演 金判秀
- 尹啟相 飾演 柳政煥

### 其他人物
- 金洪發 飾演 趙先生
- 禹賢 飾演 林東益
- 金太勳 飾演 朴勳
- 金善映 飾演 具慈英
- 閔鎮雄 飾演 閔宇哲
- 宋永彰 飾演 劉浣澤
- 许成泰 飾演 上田
- 李成旭 飾演 張春森
- 趙賢哲 飾演 朴奉斗
- 趙賢道（朝鲜语：조현도） 飾演 金德鎮
- 朴藝娜 飾演 金順熙
- 宋富健（朝鲜语：송부건） 飾演 川本
- 李書煥 飾演 李部長
- 李浩哲 飾演 基道部長
- 柳淳雄（朝鲜语：유순웅） 飾演 咸鏡道教師
- 李東勇（朝鲜语：이동용） 飾演 慶尚道教師
- 蔡東鉉（朝鲜语：채동현） 飾演 全羅道教師
- 徐英珠 飾演 忠清道教師
- 鄭基燮（朝鲜语：정기섭） 飾演 金德鎮的班主任
- 全鎮基（朝鲜语：전진기） 飾演 政務總監
- 吳熙俊（朝鲜语：오희준） 飾演 郵電局郵遞員
- 李相熙（朝鲜语：이상희 (1961년)） 飾演 京城站倉庫職員
- 趙有信（朝鲜语：조유신） 飾演 兵車上的日本男子
- 李鉉傑（朝鲜语：이현걸） 飾演 西大門刑務所獄警
- 權赫（朝鲜语：권혁 (배우)） 飾演 京城站的日本男子
- 金圭白 飾演 板水幫成員
- 朴元碩 飾演 板水幫成員

### 友情出演
- 李姃垠 飾演 濟州島教師
- 崔貴華 飾演 書店郵遞員
- 尹敬浩 飾演 眼鏡店老闆
- 俞恩美（朝鲜语：유은미） 飾演 中學生順姬

### 特別出演
- 芮秀貞 飾演 趙甲允夫人
- 劉宰明 飾演 金斗風
- 金東英 飾演 金德鎮成年時期

## 獎項榮譽
| 年份   | 頒獎禮                   | 獎項             | 入圍者                   | 結果 |
| ------ | ------------------------ | ---------------- | ------------------------ | ---- |
| 2019年 | 第39屆黃金攝影獎         | 最優秀女子配角獎 | 金善映                   | 獲獎 |
| 2019年 | 第14屆巴黎韓國電影節     | Paysage功勞獎    | 嚴侑娜                   | 獲獎 |
| 2020年 | 第18屆佛羅倫薩韓國電影節 | 線上電影獎       | 《機密行動：我們的辭典》 | 獲獎 |

## 外部連結
- Daum上《機密行動：我們的辭典》的資料

- 韩国电影数据库（KMDb）上《機密行動：我們的辭典》的資料
- 互联网电影数据库（IMDb）上《機密行動：我們的辭典》的资料（英文）
- 豆瓣电影上《機密行動：我們的辭典》的資料 （简体中文）